# Бийвър (окръг, Юта)
Окръг Бийвър (на английски: Beaver County) е окръг в щата Юта, Съединени американски щати. Площта му е 6714 km², а населението – 6463 души (2016). Административен център е град Бийвър.
Името на окръга идва от река Бийвър, която е кръстена на многото бобри живеещи в нея. По-големи градове и градчета в окръга са: Бийвър Сити (1998), Милфорд (1106), Майнърсвил (608).
Високите върхове на планината Тушар формират източната граница на окръга. Върховете Делано и Белкнап са сред най-високите върхове в щата.

## История
В окръга са открити много археологически обекти оставени от ранните индианци през Архаичния период и от времето на местната Култура Севиър. В миналото районът е част от територията на южните паюти. Резервата на групата Индиън Пийк паюта, който съществува от 1915 г. до 1954 г. е разположен в югозападната част на окръга.
През 1776 г. експедицията на Домингес – Ескаланте преминава през района близо до настоящия Милфорд. Джедидая Смит през 1826 – 1827 г. и Джон Фримонт през 1844 г. също преминават през района, преди Албърт Карингтън да доведе мормоните. Окръгът е създаден през 1856 г. Същата година е основан и Бийвър Сити.
Американската армия построява Форт Камерън в Бийвър Сити през 1873 г., в отговор на индианските военни действия в района. Крепостта е изоставена през 1883 г.

## Икономика
Въпреки че ранните заселници засаждат култури и отглеждат добитък, окръга просперира през деветнадесети век от минната промишленост, транспорта и търговията, които са в допълнение към земеделието. Мината Линкълн, намираща се на северозапад от Майнърсвил вероятно е първата мина отворена в Юта (1858). Рудата се претопява и е изпращана до Солт Лейк Сити за изработването на боеприпаси.
Милфорд е основан през 1870 г. от животновъдите и се превръща във важен транспортен център, когато Южната железница достига града. Линията е удължена до Фриско месец по-късно. Рудата и добитъка са основни товари изпращани от града до Солт Лейк Сити и Милфорд се превръща в основна експедиторна точка за превоз на товари.
Рудодобивният бум във Фриско продължава само едно десетилетие. Фриско и някои други минни селища са изоставени и с течение на времето се превръщат в градове – призраци, които днес са основна атракция за туристите, които посещават окръга. През 1980те геотермалните ресурси на окръга започват да се използват и е построена електрическа централа, североизточно от Милфорд, която работи благодарение на природната пара.